# Сен-Лоран-ан-Бомон
Сен-Лоран-ан-Бомон (фр. Saint-Laurent-en-Beaumont) — коммуна во Франции, находится в регионе Рона — Альпы. Департамент коммуны — Изер. Входит в состав кантона Матезин-Триев. Округ коммуны — Гренобль.
Код INSEE коммуны — 38413. Население коммуны на 1999 год составляло 372 человека. Населённый пункт находится на высоте от 557 до 1492 метров над уровнем моря. Муниципалитет расположен на расстоянии около 520 км юго-восточнее Парижа, 130 км юго-восточнее Лиона, 36 км южнее Гренобля. Мэр коммуны — Jean-Louis Richiero, мандат действует на протяжении 2008—2014 гг.
Динамика населения (INSEE):